# Kshethranahalli, Malur
Kshethranahalli là một làng thuộc tehsil Malur, huyện Kolar, bang Karnataka, Ấn Độ.